# Ostrov (okres Chrudim)
Obec Ostrov se nachází v okrese Chrudim, kraj Pardubický, asi jedenáct kilometrů severovýchodně od Chrasti. Žije zde 186 obyvatel.

## Historie
První písemná zmínka o vesnici pochází z roku 1318.
V roce 2019 během archeologického výzkumu pod plánovanou trasou dálnice D35 u Ostrova byla nalezena studna s výdřevou z dubového dřeva. Stáří dřeva bylo dendrochronologicky datováno do období 5256–5255 př. n. l., což ze studny činí nejstarší známý objekt svého druhu na světě. Po ukončení výzkumu by se studna měla stát součástí expozice Východočeského muzea v Pardubicích.

## Obyvatelstvo
| Rok            | 1869 | 1880 | 1890 | 1900 | 1910 | 1921 | 1930 | 1950 | 1961 | 1970 | 1980 | 1991 | 2001 | 2011 | 2021 |
| -------------- | ---- | ---- | ---- | ---- | ---- | ---- | ---- | ---- | ---- | ---- | ---- | ---- | ---- | ---- | ---- |
| Počet obyvatel | 353  | 387  | 374  | 355  | 373  | 346  | 322  | 237  | 265  | 219  | 214  | 160  | 181  | 224  | 193  |
| Počet domů     | 56   | 59   | 59   | 59   | 60   | 60   | 66   | 72   | 69   | 59   | 59   | 69   | 69   | 73   | 72   |

## Obecní správa
Mezi lety 1869–1985 Ostrov byl obcí v okrese Vysoké Mýto (1869–1950) a později v okrese Chrudim. Od 1. července 1985 do 31. prosince 1991 patřil jako část obce k Stradouni a od 1. ledna 1992 je opět samostatnou obcí.

### Obecní symboly
Znak a vlajka byly obci uděleny rozhodnutím předsedy Poslanecké sněmovny Parlamentu České republiky dne 12. prosince 2008.

## Pamětihodnosti
- Zaniklá tvrz na východním okraji obce
- Smírčí kříž na návsi

## Osobnosti
Z Ostrova pocházel Jan Talafús z Ostrova (okolo 1410 – po roce 1475), hejtman bratřických v Horních Uhrách.